# Атанасије Јечинац
Атанасије Јечинац (Госпођинци, 2. фебруар 1852 — 1918, Петроград) био је пуковник у Руској царској војсци, добровољац у Другом српско-турском рату 1877–78, преводилац, писац уџбеника страних језика, и један од зачетника идеје да се у Русији формира музејска збирка фонографских снимака гласова познатих глумаца и певача.
Атанасије Јечинац, и након одласка у Русију није прекидао везе са завичајем. Био је претплаћен на бројна штампана издања и периодику, а за српске новине и друге публикације на српском језику слао је прилоге и чланке за различите рубрике. Његов рад и допринос српско-руским културним везама цитирају се и данас у неким књижевним радовима у Србији.

## Живот и дело
Атанасије Јечинац, рођен је 2. фебруара 1852. године у Госпођинцима, у јужној Бачкој, тада у саставу Аустријског царства, од оца Тодора, који се као војник-шајкаш, у чину каплара, борио против Мађара у буни 1848/49., и за испољено јуначко држање стекао Златну медаљу за храброст.
Основно школовање завршио је у Госпођинцу, а војне школе као питомац у Аустроугарској војсци. Официрско школовање започео је у Ајзенштату 1867., а завршио је у Војно-географском институту у Бечком Новом Месту 1874. године. Од 1871. до 1874. служио је у 29. угарском пешадијском пуку у Великом Бечкереку (данас Зрењанин).
Октобра 1876. године, као добровољац, прешао је, заједно са многим Србима пречанима у Србију, и учествовао у ратовима које је Краљевина Србија водила од 1877. до 1878. године, у чину поручника и ордонанс официра у штабу Тимочког корпуса.
Из неких недовољно разјашњених разлога одселио се у Русију. Тамо је као школовани Србин, са војничким искуством и високим нивоом личног образовања, наставио војничку каријеру, све до чина пуковника. Јавља се 1882. године новосадској "Застави" као руски официр из Каменец-Подољска.
Атанасије Јечинац, све до краја живота, био је активан јавни друштвени и културни радних у руској грађанској средине, с краја 19. и у првим деценијама 20. века, о чему говори податак да се као познавалац страних језика, бавио не само војним и цивилним педагошким радом већ и писањем наставних уџбеника на неколико језика. Био је и у пословном контакту са међународном школом за учење страних језика „Корпорација Берлиц“ (енгл. Berlitz Corporation), основану 1878. године у САД.
Код Грамофона који је у 19. веку био нова справа, нови технички изум, Атанасије је уочио могућност за снимања гласа еминентних уметника. Неким позориштима у Русији предложио је формирање музејских збирки са снимцима гласова познатих Руских глумаца и певача. Са приручним грамофонским уређајем за нарезивање плоча, Атанасије Јечинац начинио је и снимке гласа, или говора, Лава Толстоја, кога је иначе посећивао више пута у Јасној Пољани.
Атанасије Јечинац је у периоду од 1878. до Првог светског рата написао неколико књига из војне оабласти, уџбеника страних језика, на руском језику, као и уџбеник на немачком језику; „О методама учења живих језика“ (1892).
Преводио је са руског на српски и немачки језик, па је тако превео и Рад Антона С. Будиловича, „О литературном единстве народов славнского племени“, који је, у сопственом издању, штампао у Петрограду 1879. У прилогу овог издања дао је етничку карту Европе коју је сам нацртао. У многим руским листовима Атанасије Јечинац објављивао је прилоге из српске историје а у српским часописима: Јавор (1887—1891), Застава (1895–1908), Нова Искра (1902), Босна (1911) приказе руских књига из разних струка, посебно из књижевности. Извештавао је и о политичким приликама у Русији, али и текстове о заслужним Србима који су живели у Русији (у Јавору 1891 ).
| „ | Три пута је посетио Лава Н. Толстоја у Јасној Пољани и објавио запажања о његовом животу и делу. У вези са мировним покретом Л. Н. Толстоја путовао је у Лондон. Преко Заставе је новчано помагао Милана Поповића којег су прогониле угарске власти (1895). Радове је потписивао под псеудонимима: Тан. Текелин, Тан. Тек., Т.Ј. Текелин, Т.Ј. Текелијин, А. Ф. Е., Тан. Тошин – Госпођинчан, Ечинац, понекад и пуним презименом без имена. | ” |

Имао је ћерку Милицу, али не постоје подаци у каквим условима се она родила, у породици или без породице, брачно или лолински-бекријски ванбрачно? Познато је да је ћерка Милица, после смрти оца Атанасија, у периоду између два светска рата, одржавала поштанску везу писмима са рођаком пуковником Милошем Јечинцем из Ниша.
Атанасије Јечинац, преминуо је 1918. године у Петрограду, Русија, где је и сахрањен.

## Признања
За своје заслуге Српско-турском рату 1877/78 одликован је два пута:
- 1877. — Таковским крстом V степена
- 1878. — Сребрном медаљом за храброст